# Луција од Триполија
Луција од Триполија (умрла око 1292.) била је последња грофица крсташке државе Триполи.

## Биографија
Луција је била ћерка антиохијског кнеза Боемунда VI и сестра Боемунда VII. Власт у грофовији Триполи преузела је од своје мајке 1275. или 1278. године. Грофовија Триполи била је тада једина крсташка држава која није била обухваћена десетогодишњим мировним споразумом кога су крсташи 1183. године склопили са Мамелуцима. Боемунд је тада још увек рачунао на помоћ својих монголских савезника. Султан Калавун то користи и 1289. године опседа Триполи. Дана 27. априла град је освојен и разорен. Становници су у паници бежали и покушавали да се докопају луке. Мноштво се пребацило на мало острво у близини. Муслимани су на лађама допливали до острва и поклали све на које су наишли. Луција се након опсаде не спомиње у историјским изворима. Две године касније пао је и последњи крсташки град у Светој земљи, Акра, чиме се завршила ера крсташких ратова.

## Породично стабло
|  |                            |  |  |  |  |  |  |  |  |  |  |  |  |  |  |  |
|  | 2. Боемунд VI од Антиохије |  |  |  |  |  |  |  |  |  |  |  |  |  |  |  |
|  |                            |  |  |  |  |  |  |  |  |  |  |  |  |  |  |  |
|  |                            |  |  |  |  |  |  |  |  |  |  |  |  |  |  |  |
|  | 1. Луција од Триполија     |  |  |  |  |  |  |  |  |  |  |  |  |  |  |  |
|  |                            |  |  |  |  |  |  |  |  |  |  |  |  |  |  |  |
|  |                            |  |  |  |  |  |  |  |  |  |  |  |  |  |  |  |
|  | 3. Сибила Јерменска        |  |  |  |  |  |  |  |  |  |  |  |  |  |  |  |
|  |                            |  |  |  |  |  |  |  |  |  |  |  |  |  |  |  |
|  |                            |  |  |  |  |  |  |  |  |  |  |  |  |  |  |  |